# Río Rico (Tamaulipas)
Río Rico est un village mexicain de l'État du Tamaulipas bordant le Río Grande. Elle comprend la parcelle d'Horcón, une bande de terre de 1,87 km2 auparavant située au nord du Río Grande (donc côté américain), mais qui a été séparée du reste du pays à la suite d'un détournement illicite du cours du fleuve en 1906. Le village a donc été créé comme faisant partie de facto du Mexique, avant que le changement officiel (en) rétrocédant la parcelle au Mexique ne soit effectué en 1977.

## Géographie
Río Rico est situé au nord de l'État de Tamaulipas, sur la rive sud du Río Grande. Le village est à 747 km de Mexico, la capitale nationale, dans le fuseau horaire de l'heure du Centre. Il est bordé au nord par la CDP de Santa Maria, aux États-Unis.

## Histoire
Le Río Grande est officialisé en 1845 comme la frontière entre le Texas et le Mexique. Le fleuve était alors naturellement formé de nombreux méandres, entre lesquels se trouvaient des parcelles de terrain presque entièrement entourées par l'eau. Celle d'Horcón était alors entourée par le Río Grande et le Mexique à part pour un accès terrestre au nord-est. Un méandre réciproque avait aussi été formé du côté du Mexique, accessible seulement par son sud-ouest.
En juillet 1906, l'entreprise American Rio Grande Land and Irrigation Company, dans une tentative de réguler le cours de l'eau à fins d'irrigation, a créé un raccourci en coupant la partie de terre reliant la parcelle d'Horcón au reste du Texas. La diversion, étant non-autorisée, a mené à une poursuite judiciaire où la compagnie a dû payer une amende de 10 000 $ (environ 280 000 $ en 2020), mais a été autorisée à rester si la compagnie plaçait des bornes de marquage. La parcelle est donc restée en territoire américain, la loi de l'époque précisant que seules les changements naturels au cours du fleuve pouvaient entraîner des changements territoriaux,.
Au lieu de former un bras mort, l'eau autour du méandre a fini par sécher. La compagnie n'a pas non plus placé de bornes de marquage, ce qui a rendu la reconnaissance du pays auquel elle appartenait impossible. Pendant la prohibition de 1920 à 1933, le lieu est devenu une sorte de destination touristique pour boire de l'alcool et participer à des jeux d'argent. En 1929, le village mexicain de Río Rico est fondé près de la parcelle, et, avec les changements naturels du cours du fleuve, finit par se déplacer dans la parcelle au fil du temps. Les résidents, qui étaient pour la plupart de nationalité mexicaine, ont donc vécu à Río Rico sous l'administration et les lois mexicaines.
C'est seulement plusieurs décennies plus tard que l'erreur territoriale a été remarquée par James Hill, Jr. en 1967. Le traité frontalier de 1970 (en) reconnaît l'appartenance du village  au territoire mexicain, et en 1972, le village est officiellement intégré dans l'État du Tamaulipas. La cérémonie formelle prend place en 1977. Après qu'un ancien résident, Homero Cantú Treviño, s'est plaint pour empêcher l'Immigration and Naturalization Service de le déporter au Mexique, le Board of Immigration Appeals (en) a donc décidé que toutes les personnes nées à Río Rico entre 1906 et 1972 étaient admissibles à la citoyenneté américaine (en). La déclaration a donc entraîné un exode de la population vers le territoire continental des États-Unis.